# Hombre Hormiga
Ant-Man (Hombre Hormiga en algunas traducciones al español) es el nombre de varios superhéroes ficticios que aparecen en libros publicados por Marvel Comics. Creado por Stan Lee, Larry Lieber y Jack Kirby, la primera aparición de Ant-Man fue en el número 27 de Tales to Astonish (de enero de 1962). El personaje era originalmente el sobrenombre del superhéroe científico brillante Hank Pym, después de haber inventado una sustancia que puede hacer que la persona cambie de tamaño, pero Scott Lang y Eric O'Grady también tomaron el manto después de que el original cambió su identidad como superhéroe por la de varios otros sobrenombres.

## Historia del personaje
Varios personajes han asumido el nombre de Ant-Man con el pasar de los años; la mayoría de estos personajes han sido miembros de Los Vengadores.

### Henry Pym
El Hombre Hormiga original fue el doctor Henry 'Hank' Pym, experto en biofísica y miembro del Centro de Operaciones de Seguridad que decidió convertirse en un superhéroe después de la muerte de su primera esposa, Maria Trovaya, quien había sido disidente política en su natal Hungría. Enamorada de él y creyendo que su ciudadanía estadounidense la protegería, Maria se casó con Hank y, poco después, viajó con él a Hungría, para comenzar una nueva vida juntos. Desafortunadamente, fueron confrontados por agentes corruptos de la policía secreta. Hank quedó inconsciente y María fue asesinada. Pym estaba muy angustiado por la muerte de su esposa, y decidió hacer todo lo posible en el futuro para luchar contra la injusticia. Después de descubrir una sustancia química que él llamó partículas Pym, que permitiría al usuario modificar su tamaño, se armó con un casco con el cual podía controlar a las hormigas. Después de eso, Pym se reduciría al tamaño de un insecto y se convertiría en la solución misteriosa de Ant-Man para resolver crímenes y detener a los criminales. Pronto compartió su descubrimiento con su nueva novia, Janet van Dyne, quien se convirtió en su compañera de lucha contra el crimen, Avispa, cuando la ayudó a vengar la muerte de su padre, el científico Vernon van Dyne, asesinado por un alienígena desatado por uno de sus experimentos. Ambos se convertirían en miembros fundadores de los Vengadores, luchando contra enemigos recurrentes como el científico loco Egghead, el Torbellino mutante y la propia creación robótica de Pym, Ultron. Mientras que Pym es el Ant-Man original, ha adoptado otros sobrenombres a lo largo de los años: entre otros, Giant-Man, Goliath, Yellowjacket y Avispa, después de la supuesta muerte de Janet en Secret Invasion. Dejando su personaje original vacante, sus sucesores han asumido el rol de Ant-Man, mientras Pym exploró estas otras identidades.

### Scott Lang
Scott Lang fue un ladrón que se convirtió en Ant-Man después de robar el traje de Ant-Man para salvar a su hija Cassandra "Cassie" Lang de una afección cardíaca. Como parte de su vida criminal, Lang pronto inició una carrera de tiempo completo como Ant-Man, con la ayuda de Hank Pym. Se convirtió en un afiliado de los Cuatro Fantásticos, y, más recientemente, se volvió miembro de tiempo completo de los vengadores. Por una temporada, salió con Jessica Jones. Más tarde, fue asesinado por la Bruja Escarlata, junto con Visión y Hawkeye en los Vengadores Desunidos, y su hija tomó su manto heroico como Estatura en el libro Jóvenes Vengadores. Volvió a la vida en el 2011, en la miniserie The Children's Crusade, pero perdió a su hija cuando se sacrificó heroicamente para detener a un Doctor Doom súper descargado, que más tarde la salvara durante el AXIS.[cita requerida]

### Eric O'Grady
Eric O'Grady es el nuevo "héroe" que tomó la identidad de Ant-Man. O'Grady era un miembro menor de S.H.I.E.L.D. que robó el traje de Ant-Man en la sede S.H.I.E.L.D., un hombre de poca moral y dispuesto a mentir, engañar, robar y manipular para salir adelante en la vida; robó la armadura para sus propios planes egoístas, que incluían usar su condición de "superhéroe" para seducir mujeres y humillar y atormentar a otros. Tenía su propio título efímero antes de formar parte de otros equipos, como unirse a Avengers: The Initiative como su primer equipo y luego unirse a los Thunderbolts, pero más recientemente Vengadores Secretos, donde el personaje pereció heroicamente mientras defendía a un niño contra el villano conocido como Padre.[cita requerida]

## En otros medios

### Televisión
- Hank Pym hizo su debut animado como Giant-Man / Ant-Man en The Marvel Super Heroes, de 1966.
- Hank Pym aparece en su identidad original de Ant-Man en Avengers: United They Stand, como el líder del equipo.
- Tres versiones de Ant-Man (Hank Pym, Scott Lang y Yellowjacket) aparecen en The Avengers: Earth's Mightiest Heroes.
- Scott Lang aparece como Ant-Man en la serie de televisión Ultimate Spider-Man: Web Warriors
- Scott Lang aparece como Ant-Man en Avengers Assemble.
- Una serie de televisión Ant-Man fue uno de varios programas de televisión planeados de Marvel, en 1980.[12]
- Ant-Man (Scott Lang) aparece junto con Hulk en un comercial de Coke Mini que se estrenó durante el Super Bowl 50. Paul Rudd, quien interpreta al personaje en Marvel Cinematic Universe, repite el papel en el comercial, donde presta su voz a Ant-Man.[13]
- Se anunció que Marvel's Ant-Man, una serie de cortos animados, saldría al aire en Disney XD, en el 2017. Josh Keaton interpretó a Ant-Man, y Melissa Rauch, a la Avispa. La serie la creó Passion Studios (Ugo Bienvenu y Kevin Manach).[14]

### Película
- El 17 de julio del 2015, se lanzó una película de acción real, con Scott Lang y Hank Pym, titulada Ant-Man.[15][16] La dirección de la película estuvo a cargo de Peyton Reed, con un guion de Edgar Wright, Joe Cornish, Adam McKay y Paul Rudd, a partir de una historia de Wright y Cornish.[17][18] Wright estaba programado para dirigir la película, pero abandonó el proyecto en mayo del 2014, debido a diferencias creativas con el estudio.[19] En noviembre del 2013, Kevin Feige confirmó que los aspectos de Ant-Man de Eric O'Grady no aparecerían en la película.[20] En diciembre del 2013, Paul Rudd fue elegido para interpretar a Ant-Man,[21] seguido, en enero del 2014, por la inclusión de Michael Douglas como Pym, y la confirmación de Rudd como Lang.[22]
- Rudd repitió su papel en Capitán América: Civil War (2016),[23] y nuevamente en Ant-Man and the Wasp (2018)[24] y Avengers: Endgame (2019).[25] Douglas también reaparece como Pym en Ant-Man and the Wasp[26] y en Avengers: Endgame.[27] Los dos aparecen también en Ant-Man and the Wasp: Quantumania (2023).

## Videojuego
- Scott Lang es un personaje jugable en el videojuego Disney Infinity (serie)
- Scott Lang son jugables en el videojuego Lego Marvel Vengadores y LEGO Marvel Super Heroes 2
- Scott Lang en una skin jugable en el videojuego Fortnite
- Hank Pym aparece como personaje no jugable en el videojuego Marvel's Avengers
- Zayn Asghar es un personaje jugable en Marvel Contest of Champions.